# Buergeria oxycephala
Buergeria oxycephala é uma espécie de anfíbio da família Rhacophoridae.
É endémica da China.
Os seus habitats naturais são: florestas subtropicais ou tropicais húmidas de baixa altitude, rios e florestas secundárias altamente degradadas.
Está ameaçada por perda de habitat.